# Bergamotte (Zitrusfrüchte)

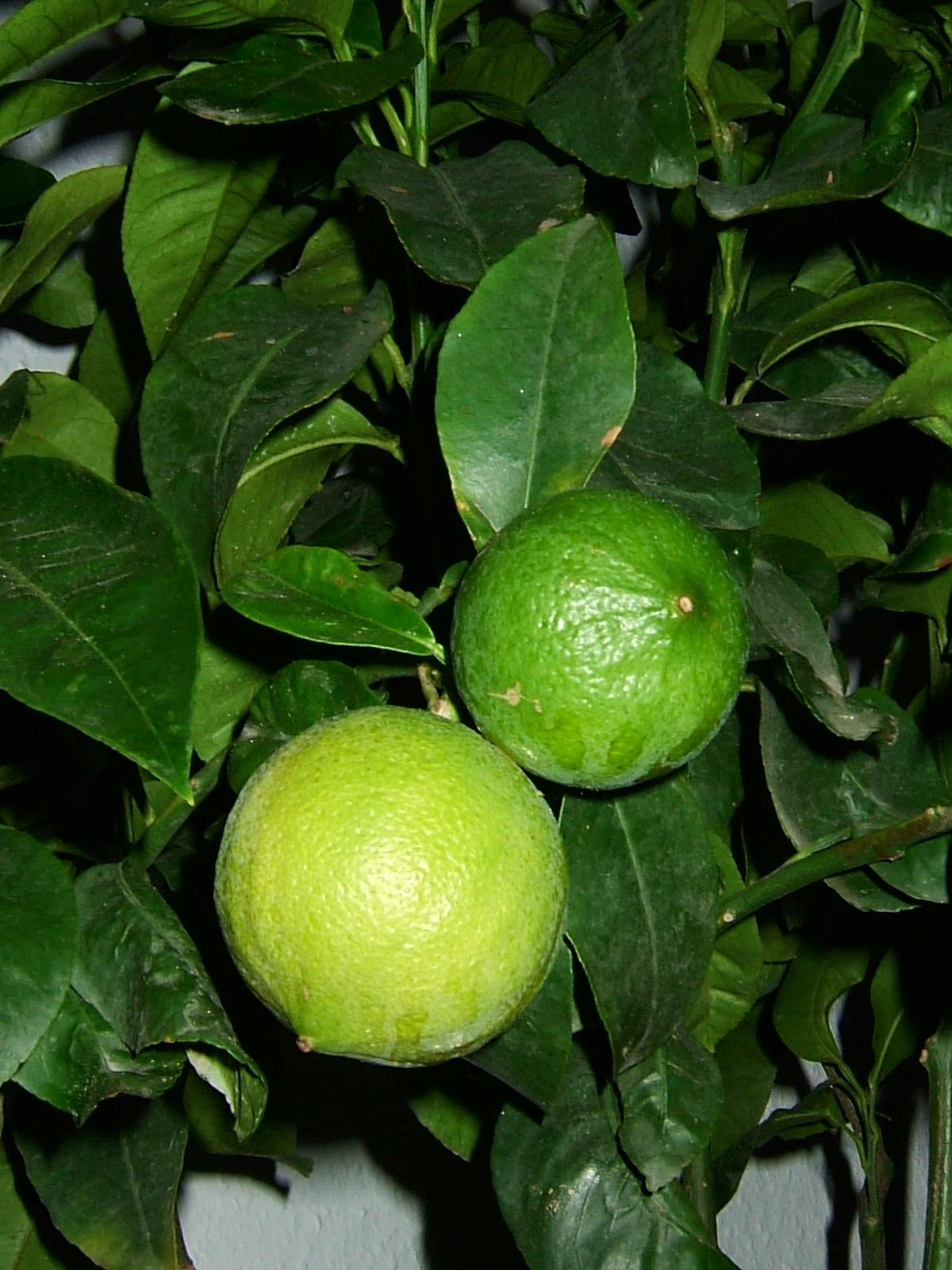
Früchte der Bergamotte

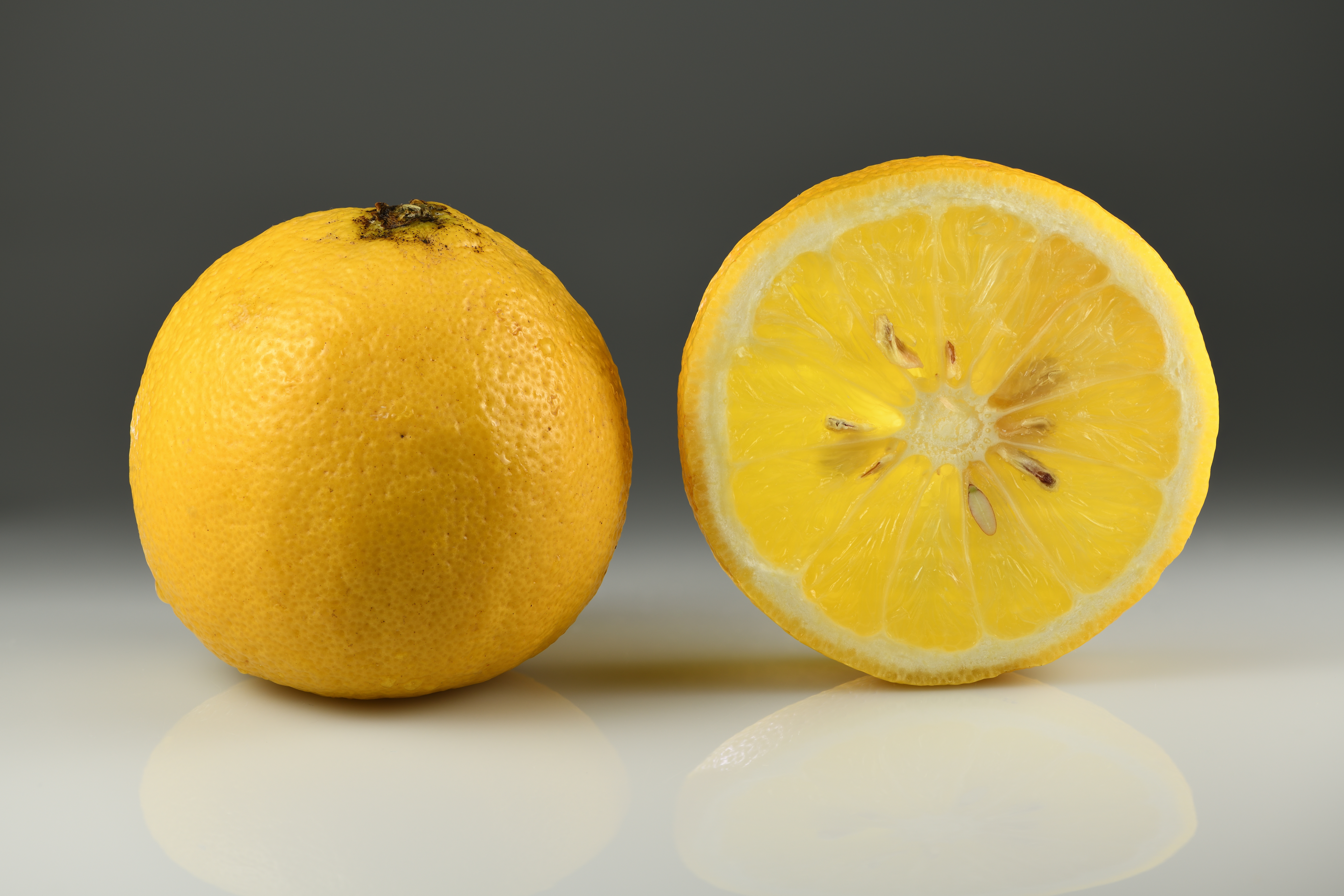
Früchte

Als Bergamotte (Citrus × limon, Syn.: Citrus bergamia) bezeichnet man eine Gruppe aus der Gattung der Zitruspflanzen (Citrus), die als Hybride aus Süßer Limette (Citrus limetta) und Bitterorange (Citrus × aurantium) oder aus Zitronatzitrone (Citrus medica) und Bitterorange entstanden sein könnten. Beschrieben wurde die Pflanze erstmals in der Mitte des 17. Jahrhunderts. Die Frucht wird weniger als Obst verwendet, sondern hauptsächlich wegen der ätherischen Öle angebaut, die in der Bergamottenschale enthalten sind. Das auch als grünes Gold bezeichnete Bergamottöl spielt vor allem in der Parfümindustrie eine Rolle, wird aber auch zum Aromatisieren von Tees (Earl Grey) verwendet.
Neben den Zitrusfrüchten gibt es auch noch eine viel ältere gleichnamige Gruppe von Birnen, nach denen die Zitrusfrüchte wegen ihrer ähnlichen Form benannt wurden.

## Etymologie und wissenschaftliche Namen

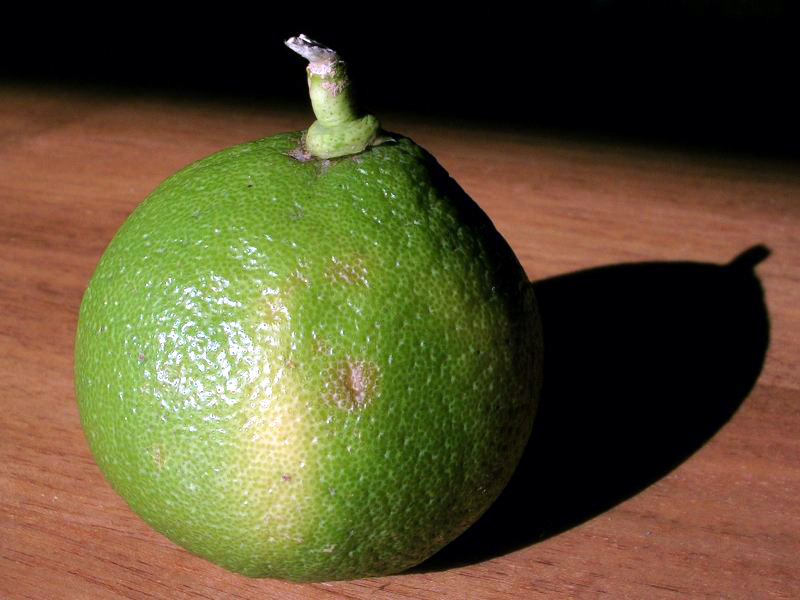
Eine Bergamotte aus Kalabrien, Italien

Das italienische Wort bergamotta bezeichnete ursprünglich nur eine Birnensorte, die aus der Türkei eingeführt wurde. Der Name soll auf das osmanisch-türkische beg armudı (heutiges türkisch bey armudu) zurückgehen, was „Herren-“ oder „Prinzenbirne“ bedeutet, wobei die italienische Bezeichnung auch durch den Städtenamen Bergama für Pergamon beeinflusst sein könnte. Erst im späten 17. Jahrhundert wird der Name für die Birnensorte auch auf diese Zitrusfrucht übertragen.
Der wissenschaftliche Name wurde zuerst von Risso und Poiteau aufgestellt, die diese Pflanzenart Citrus bergamia nannten. Swingle spekulierte schon über die Beziehung der Bergamotte zur Bitterorange: Die Bergamotte könne eine Mutation der Bitterorange sein oder eine Hybride mit einer weiteren, unbekannten Art. Erst genetische Untersuchungen ergaben, dass die Bergamotte auf eine Kreuzung aus Bitterorange und Zitronatzitrone zurückzuführen ist. Damit hat sie die gleichen Eltern-Arten wie die Zitrone, was für die wissenschaftliche Namensgebung ein Problem aufwirft: Hybriden gleicher Eltern sollen denselben Namen bekommen und der der Zitrone ist in diesem Fall der ältere. Korrekt heißt die Bergamotte also Citrus × limon, zur Unterscheidung von der Zitrone kann noch der Zusatz Citrus × limon Bergamotte-Gruppe verwendet werden.

## Beschreibung

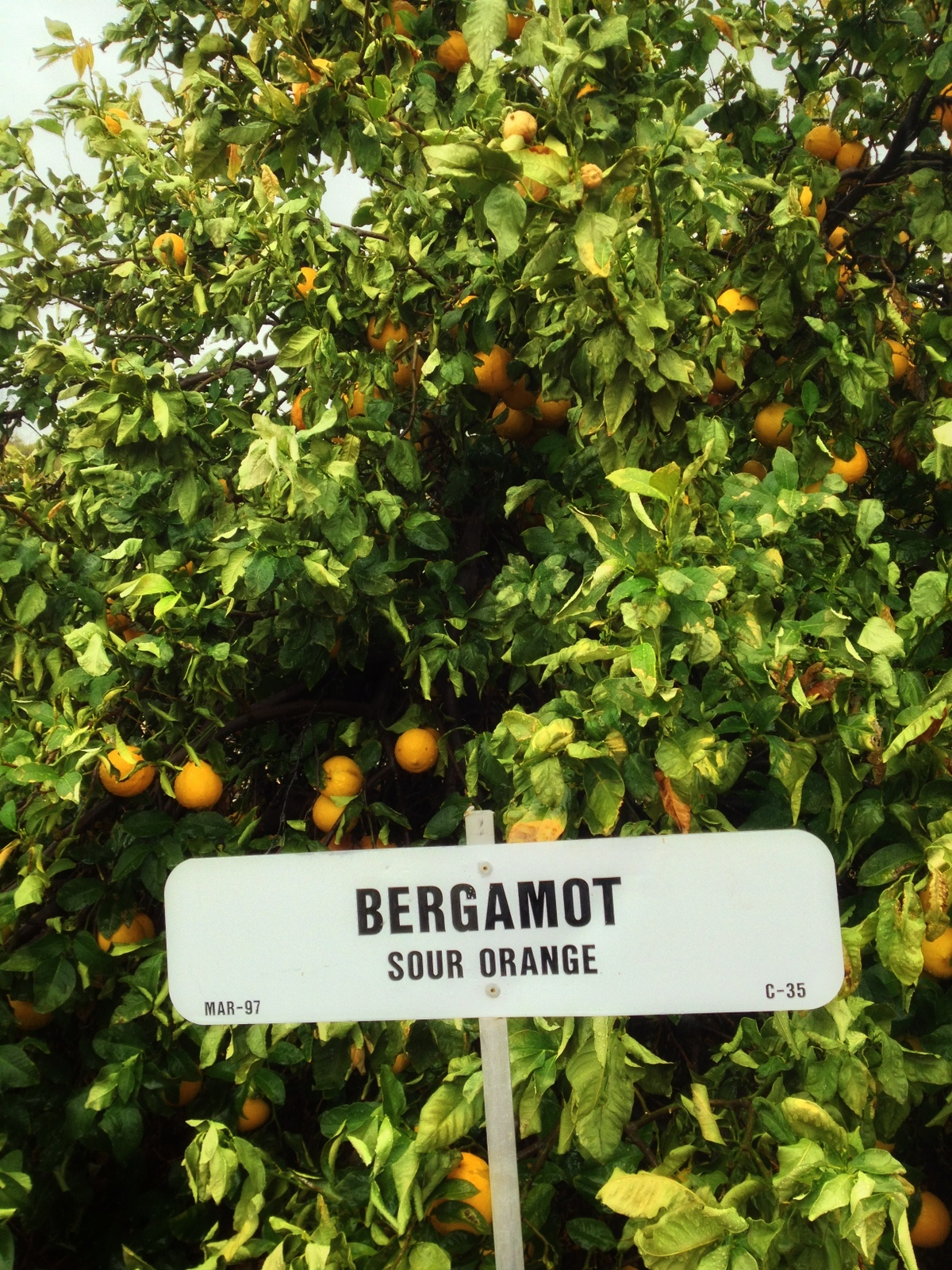
Bergamotte-Baum

Die Bergamotte-Sorten erreichen Wuchshöhen von etwa 4 Metern und besitzen unregelmäßigen Astwuchs, wobei die Äste nur selten von Dornen besetzt sind. Im Unterschied zur Zitrone sind die Rinden der Zweige und die Laubblätter beim Austrieb nicht rötlich gefärbt. Die immergrünen Laubblätter sind in Blattstiel und Blattspreite gegliedert. Zumeist ist der Blattstiel auffallend geflügelt. Die Blattspreite ist dunkelgrün, länglich und glatt.
Die Blütezeit konzentriert sich auf eine bestimmte Periode im Frühjahr, auch fruchtet die Bergamotte nicht über das gesamte Jahr verteilt. Die Blüten sind reinweiß. Die Frucht ist rundlich bis leicht birnenförmig, oft leicht gerippt und am Ende mit einer kleinen Ausstülpung versehen, an der der Griffel häufig bis zur Reifezeit haften bleibt. Sie hat ein Gewicht von 100 bis 200 Gramm und ist bei der Ernte – die erst spät von November bis März stattfindet – zitronengelb. Einige Selektionen erbringen aber auch schwerere Früchte. Die Früchte haben einen Durchmesser von fünf bis sieben Zentimetern. Die äußere Schale ist glatt bis leicht angeraut, sie haftet fest an der Frucht. Das grünliche Fruchtfleisch ist in zahlreiche Segmente unterteilt, es hat einen sehr sauren und leicht bitteren Geschmack. Die Früchte bilden nur wenige, manchmal auch gar keine Samen, welche meist nur einen Embryo mit weißen oder hellgrünen Keimblättern enthalten.
Es werden drei Sorten unterschieden: ‘Castagnaro’, ‘Femminello’ und ‘Fantastico’. Castagnaro ist die älteste Sorte, die zwischen sehr ertragreichen und ertragslosen Jahren alterniert. ‘Fantastico’ produziert besonders viel ätherisches Öl, jedoch gilt das ätherische Öl von ‘Femminello’ als das von der höchsten Qualität.

## Anbau

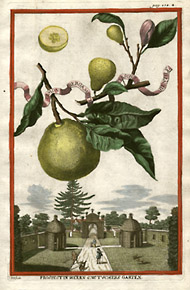
Kolorierte Zeichnung der Bergamotte-Frucht, Citrus bergamia, zwischen 1704 und 1708, Johann Christoph Volckamer

90 Prozent der Weltproduktion an Bergamotte werden entlang eines schmalen, etwa 100 Kilometer langen Küstenstreifens zwischen dem Ionischen und dem Tyrrhenischen Meer in Kalabrien, von Villa San Giovanni bis nach Gioiosa Ionica angebaut. Die Region im Süden Italiens zeichnet sich durch extreme Wetterbedingungen in Form von langanhaltend heißen Sommern, relativ viel Regen im Frühling und milden Wintern aus.
Ein weiteres traditionelles Anbaugebiet ist die ionische Insel Kefalonia, bis in die erste Hälfte des 20. Jahrhunderts gab es auch einen bedeutenden Anbau auf der Nachbarinsel Zakynthos (Zante).
Daneben werden Bergamotten in geringem Umfang auch außerhalb dieser Regionen angebaut, das von diesen Früchten gewonnene Bergamotte-Öl ist jedoch von geringer Qualität. Zu den weiteren Anbaugebieten gehören Argentinien, Brasilien, Mali, Guinea, Kamerun und die Elfenbeinküste. Einzelne Pflanzen können zu Zierzwecken in allen immerwarmen Gebieten angepflanzt werden.
Vor 1750 gibt es keine Hinweise auf einen kommerziellen Anbau von Bergamotten in großem Stil. Da Bergamottöl zu dem Zeitpunkt jedoch bereits in der Parfümindustrie verarbeitet wurde, kann man vermuten, dass es damals in kleinen Mengen von einzelnen Landwirten aufgekauft wurde. Der erste bekannte großflächige Anbau begann um 1750, als der italienische Cavaliere Nicola Parisi die erste Bergamott-Plantage anpflanzte. Um 1850 waren in Kalabrien bereits rund 1250 Hektar mit Bergamottbäumen bepflanzt.
Im 19. Jahrhundert wurden nennenswerte Gewinnmargen eher weniger von den Landwirten, die die Bergamotten anbauten, erzielt, sondern vielmehr von den überwiegend britischen Zwischenhändlern für Bergamottöl. Dies änderte sich um die Mitte des 20. Jahrhunderts. So konnte ein Landwirt in den 1960er Jahren davon ausgehen, dass er pro Hektar Anbaufläche ein Einkommen von 50.000 EUR (Gegenwert 2014) erzielen würde. In den 1970er Jahren vermutete man – wie sich als falsch herausstellte – dass Bergamottöl krebserregend sei, weshalb die Kosmetikindustrie auf synthetische Produkte auswich. Da gleichzeitig der Tourismus an der kalabrischen Küste boomte, wurden große Teile der Anbaufläche in Bauland umgewandelt. Weitere Probleme entstanden, als in Europa minderwertiges, mit anderen ätherischen Ölen vermischtes Bergamottöl in den Handel kam.
Seit 2007 wacht das Consorzio di Tutela del Bergamotto über die Qualität des in der Europäischen Union gehandelten Bergamottöls und kann minderwertige Produkte aus dem Handel ziehen. Seit 1999 darf genuines kalabrisches Bergamottöl außerdem die Denominazione d’Origine Protetta, kurz DOP tragen, das italienische Siegel für Produkte mit geschützter Herkunftsbezeichnung ist nun im EG-Recht eine geschützte Ursprungsbezeichnung (g.U.). Die Mehrzahl der Bergamotte-Anbauer hat sich außerdem zu einer Organisation zusammengeschlossen, was ihre Verhandlungsposition gegenüber Großhändlern stärkt.

## Inhaltsstoffe

Bergapten gilt als phototoxisch und kann, insbesondere beim Kontakt mit der Haut, bei Kindern und Schwangeren gesundheitliche Schäden wie Wiesengräserdermatitis hervorrufen.

Die Hauptbestandteile des Bergamotte-Öls sind Terpene wie Linalylacetat, Linalool, Bergapten, Dihydrocuminalkohol, Nerol, Limonen, Bergaptol, Limettin, 6′,7′-Dihydroxybergamottin und Bergamottin.

## Verwendung

### Verwendung als Parfümrohstoff

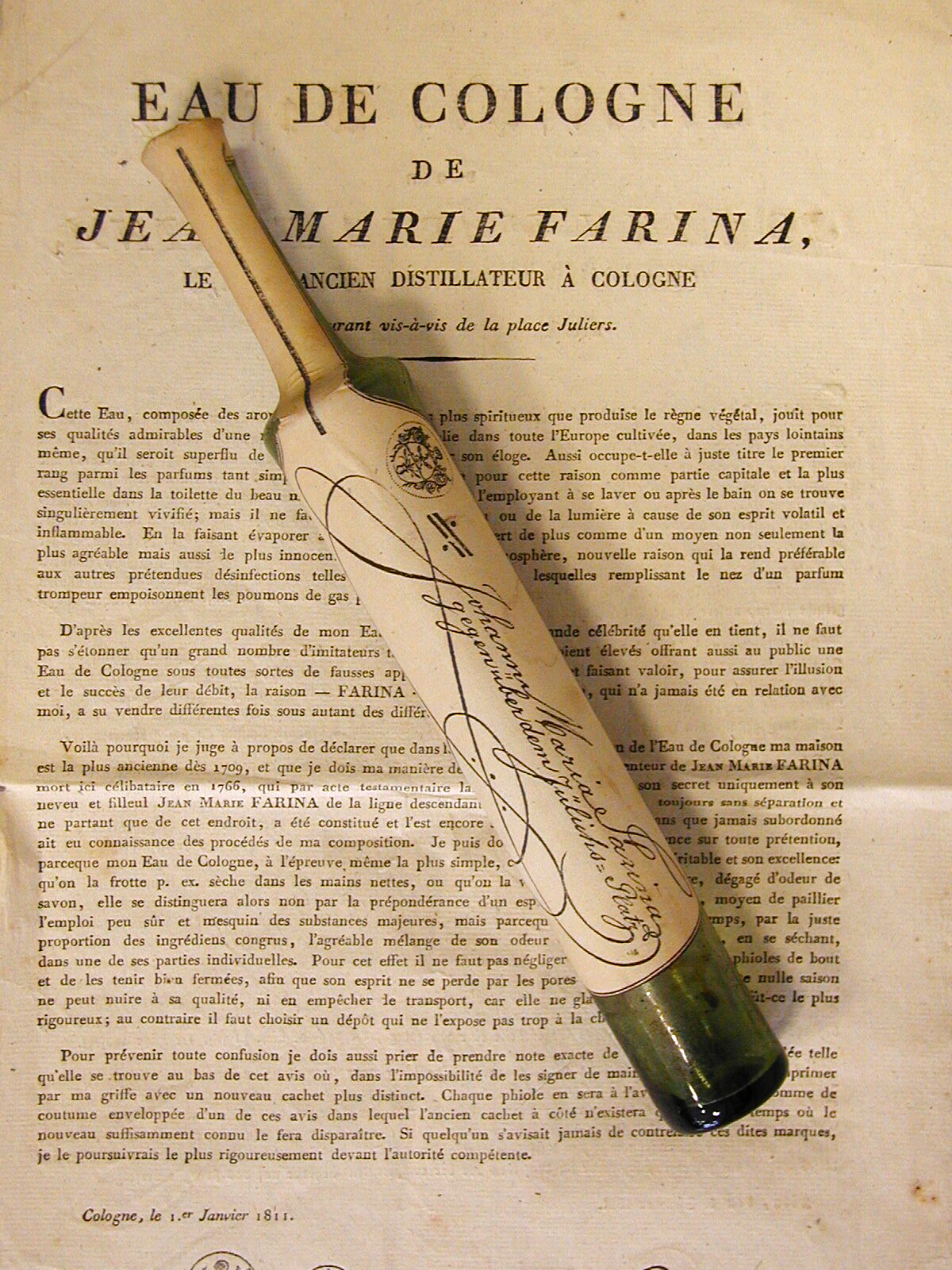
Original Eau de Cologne in einem Rosoli-Flakon

Der Duft von Bergamottöl ist klar, frisch, lebhaft, spritzig und von großer Originalität. Er ist in vielen Parfüms als Kopfnote enthalten und wird vor allem in Eau de Colognes und frischen, zitronigen Eau de Toilettes verwendet. Mit Bergamottöl werden jedoch auch Seifen, Deodorants, Zahnpasten und Duschgels parfümiert. Die Ernte wird fast ausschließlich zur Gewinnung des Bergamottöls verwendet, das über 350 verschiedene Aromen enthält und damit viele andere natürliche Duftstoffe an Komplexität übertrifft. Gewonnen wird es durch das Auspressen der Schale der Früchte. Früher wurde das Auspressen mit der Hand besorgt, dann mit selbstgezimmerten Pressvorrichtungen aus Holz, heute geschieht es maschinell. Um einen Liter Öl zu gewinnen, müssen die Schalen von 200 Kilogramm Früchte gepresst werden.
Laut Gildemeister und Hoffmanns Werk Die etherischen Oele wurde Bergamottöl in der Zeit zwischen 1672 und 1708 eingeführt. In den Geschäftsbüchern der Eau de Cologne und Parfümeriefabrik Johann Maria Farina gegenüber dem Jülichs-Platz in Köln (kurz Farina gegenüber) finden sich Einkäufe von Bergamottöl ab 1714. Es gibt aber Indizien, dass der seit 1706 in Köln lebende Johann Maria Farina bereits zuvor ein auf Bergamottöl basierendes Duftwasser entwickelte. In einem Brief an seinen Bruder aus dem Jahre 1708 beschreibt er ein Parfüm, das den Duft eines italienischen Frühlingsmorgens, den Geruch von Bergnarzissen und den einer Zitrusblüte nach dem Regen einfange. Kölnisch Wasser, zu dessen wesentlichem Bestandteil Bergamottöl gehört, entwickelte sich in den folgenden Jahrzehnten zu einem großen kommerziellen Erfolg, das von Köln aus sehr bald in ganz Europa verkauft wurde. Zu seinen Benutzern zählten Ludwig XV., Napoleon Bonaparte und Wolfgang Amadeus Mozart. Voltaire nannte es ein Duftwasser, das den Geist inspiriere und Johann Wolfgang von Goethe bewahrte in Schreibtischnähe mit Eau de Cologne getränkte Taschentücher auf. Beau Nash und Beau Brummel machten es im ausgehenden 18. und beginnenden 19. Jahrhundert in Großbritannien zur dominierenden Herrennote.
Kölnisch Wasser war verglichen mit Parfüms vergleichsweise preisgünstig. Wohlhabende Personen benutzten es in großen Mengen, aber es war preiswert genug, um auch von Personen der Mittelschicht in Maßen verwendet zu werden. Friseure wie Apotheker hatten es in ihrem Angebot. Es wurde ursprünglich fast nur von Männern getragen, in Großbritannien hatte es sich erst ab 1830 als Duftnote für beide Geschlechter durchgesetzt. Die Historikerin Ruth Goodman nennt den Duft von Bergamottöl den dominierenden Geruch des Viktorianischen Zeitalters. Reines Bergamottöl konnte vergleichsweise preisgünstig gekauft werden und meist gemeinsam mit Zitronenöl war es selbst in den Haushalten von bessergestellten Familien der Arbeiterschicht zu finden. Da sich das Öl leicht mit anderen Fetten mischte, war es außerdem einfach in selbstgemachten Kosmetika zu verarbeiten. Erst ab 1880 kam der reine Duft der Bergamotte allmählich aus der Mode, wenn auch das Öl als Parfümrohstoff weiterhin verarbeitet wurde. Im hochpreisigen Segment setzten sich zunehmend komplex kombinierte Parfüms durch, im Massenmarkt wurde Lavendelöl populär.

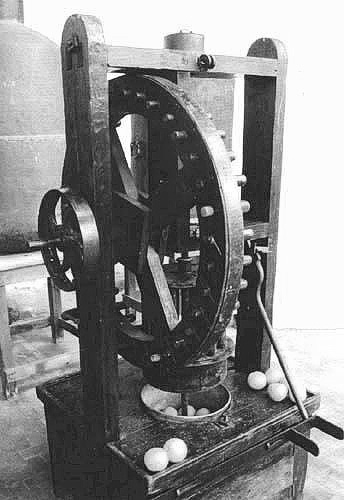
Macchina calabrese, die im 19. Jahrhundert entwickelte Maschine zur Gewinnung der Schale und der ätherischen Öle der Bergamotte

### Gewinnung des Bergamottöls
Johann Maria Farina kaufte zunächst Bergamottöl ein, das in Kalabrien aus den Schalen gepresst worden war. Die Qualität des gewonnenen ätherischen Öls schwankte jedoch stark, obwohl Farina den Produzenten genaue Herstellungsvorschriften schickte. Farina stellte auch fest, dass das ätherische Öl mit den Kupfergefäßen reagierte, in denen es transportiert wurde. Sein Versuch, nur noch Bergamottöl zu kaufen, das in Glasphiolen oder mit Bienenwachs und Leinen versiegelten Keramikgefäßen aufbewahrt wurde, führte ebenfalls nicht zu einer entscheidenden Verbesserung. Farina übernahm die Extraktion des ätherischen Öls eine Zeitlang selber, so dass eine Zeitlang in Köln Bergamottöl gewonnen wurde.
Die Schale einer Bergamotte ist so voll ätherischer Öle, dass bereits geringer Druck ausreicht, dass dieses Öl austritt. Eine alte traditionelle Methode ist es, Schwämme gegen die Früchte zu pressen und diese Schwämme dann über Auffangbecken auszudrücken. Die Gartenhistorikerin Helena Attlee hält fest, dass so gewonnenes Öl von einigen Parfümeuren für das hochwertigste gehalten wird.
1844 wurde von Nicola Barilla die macchina Calabrese entwickelt, die den arbeitsaufwendigen Prozess der Ölgewinnung vereinfachte. Bergamotten wurden in eine Metallschale gelegt, in der kleine Metallspitzen die Früchte festhielten. Eine zweite, mit scharfen Klingen versehene Schale wurde langsam auf diese Früchte herabgelassen. Drehen an der Kurbel bewirkte, dass sich die obere Schale bewegte und die Kombination aus Druck und Drehung der oberen Schale bewirkte, dass Öl und Wasser aus den Bergamotteschalen lief und sich in einem Becken darunter sammelte. Anschließend wurden die zerkleinerten Bergamotteschalen durch Filtersäcke aus Wolle gefiltert, die man aufhängte. Becken darunter fingen das restliche Öl auf.

### Verwendung als Lebensmittel
Bergamottenöl wird zur Aromatisierung von Earl-Grey-Tee verwendet; außerdem ist es in einer besonderen Sorte türkischer Akide-Bonbons sowie in französischen Bonbons aus Nancy enthalten; auch wird es für die Aromatisierung von Pfeifen- und Schnupftabaken verwendet.
Als Spezialität gilt Marmelade aus Bergamottefrüchten: Sie ist im Geschmack sauer, leicht bitter, mit einem unverwechselbaren Aroma. In Kalabrien werden außerdem Produkte wie in Bergamottesirup eingelegte Feigen und Peperoni hergestellt.
Aus den Produktionsresten der Bergamotte-Ernte werden in der Regel in einem zweiten Verwertungsgang Säfte und Schnäpse hergestellt.

### Sonstige Verwendung

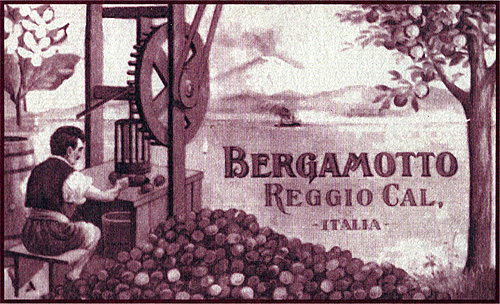
Etikett für Bergamottöl, 19. Jahrhundert

Das aus den Schalen der Bergamotte gewonnene ätherische Bergamottöl wird mit einer sehr viel größeren Menge an Olivenöl verdünnt und so als Bräunungsbeschleuniger eingesetzt. Die in der Bergamotte enthaltenen Stoffe Furocumarine wirken in Kombination mit Sonnenlicht jedoch auch toxisch, weshalb von dieser Art der Anwendung abgeraten wird, um Schäden der Haut zu verhindern.
Es gibt ein altes Handwerk in Kalabrien, in dem getrocknete Bergamotte-Fruchtkörper als Beutel für Schnupftabak verarbeitet werden.
In Kalabrien wurde im 19. Jahrhundert mit Mandelöl verdünntes Bergamottöl auch verwendet, um Krätze zu behandeln.
Außerdem hält der Bergamottesaft seit einiger Zeit Einzug in die Haute Cuisine als Aromastoff, vergleichbar mit Limettensaft.